# 光城山
光城山（ひかるじょうやま）は、長野県安曇野市豊科光にある山。安曇野の東に位置しており、北の長峰山などとともに「東山」と呼ばれている。標高911.7m。

## 概要
鎌倉時代に海野氏の支族が築いた光城（仁場城）に由来。地名の由来は古代に山頂から狼煙を上げて、都と安曇野の間に急報を伝えたことにちなむ。
登山道には、最も一般的な麓の登山道からの「さくらコース」のほか、北回りコース、神明宮コース、田沢城コースがある。
山頂には、車でも行くことができる。「さくらコース」の登山道には、1912年の大正天皇の即位を祝い、地元の青年会によってソメイヨシノやジンダイアケボノなど約1500本の桜並木が植えられ、長野県内随一の花見の名所となっている。サクラが頂上に向かって咲く遠景は「昇り龍」と呼ばれている。

## 登山
- さくらコース（登山口から山頂まで1時間）[1]
- 北回りコース（登山口から山頂まで1時間10分）[1]
- 田沢城跡コース（登山口から山頂まで1時間）[1]
- 神明宮コース（登山口から山頂まで1時間10分）[1]

長峰山との間には縦走路があり並行して林道が走っている。